# Laid Back
Lejd bek (engl. Laid Back) je danska muzička grupa osnovana u Kopenhagenu 1979. godine. Najpoznatija je po hitovima Sunshine reggae iz 1980. godine  i White horse  iz 1983. godine.
Njihovu muziku karakteriše kombinacija zvukova fanka (funk) i sinti-popa (synth pop).

## Karijera
Početkom osamdesetih grupa Laid back je bila jedino poznata u svojoj zemlji i u Južnoj Americi gde je singl Sunshine reggae, objavljen 1982. godine bio najpopularnija i najslušanija pesma te godine. Godinu dana kasnije, 1983. godine snimili su singl White horse koji im je doneo veliku slavu.
Pesma je snimljena u cilju kampanje protiv narkomanije. Sama sintagma white horse (beli konj) aludira na heroin. Pesma sadrži poznati stih  "If you want to ride...don't ride the white horse" (ako želiš da jašeš , nemoj da jašeš na belom konju), i , "If you want to be rich, you've got to be a bitch" (ako želiš biti bogat potrebno je da budeš kurva).
Kraj pesme u kojem se pojavljuje reč bitch (u prevodu kurva) je bio isečen i cenzurisan za potrebe radijskog emitovanja, dok se danas može čuti integralna i necenzurisana verzija pesme.
U toku sledećih nekoliko godina o grupi nije bilo nikakvih novosti sve do 1989. godine kada su privukli pažnju svojim novim hitom Bakerman (u pesmi se čuje vokal poznate danske pevačice Hane Boel). Za pesmu je urađen zanimljiv spot koji je režirao danski reditelj Lars fon Trir.
Kompilacije svojih najvećih hitova objavili su 1995. i 1999. godine.
2002. godine snimili su saundtrek za film Flyvende Farmor (срп. Leteća baka) za koji su dobili nagradu Robert, jednu od najprestižnijih i najvećih danskih nagrada  koje se dodeljuju za film.

## Remiksi i obrade
Hitovi White horse i Bakerman  obrađivani su dosta puta, a njihovi  semplovi  našli su se u pesmama mnogih drugih muzičkih sastava.
Najpoznatiji vokal- remiks pesme Bakerman uradio je engleski di-džej Shaun Baker u istoimenom klab hitu (club hit) iz 2006. godine, a značajni uspeh ostvario je i sastav Wonderland Avenue u svojoj verziji hita White horse , takođe iz 2006. godine.

## Diskografija
- 1981: Laid Back
- 1983: Keep Smiling
- 1985: Play It Straight
- 1987: See You in the Lobby
- 1990: Hole in the Sky
- 1993: Why Is Everybody in Such a Hurry
- 1998: Laidest Greatest
- 1999: Unfinished Symphonies
- 2004: Happy Dreamer

## Spoljašnje veze
- Zvanični sajt grupe